# تأدیب النسوان
تأدیب النسوان یا تأدیب النساء کتابی مردسالارانه است که نویسنده در آن با لحنی طنزآمیز مردان را در رفتار با زنان و دخترانشان نصیحت می‌کند. این کتاب در اواخر قرن ۱۳ قمری نوشته شده و نویسنده آن گمنام است. بی‌بی‌خانم استرآبادی کتاب معایب الرجال را در پاسخ به این کتاب نوشته‌است.

## نویسنده
نویسنده تأدیب النسوان نام خود را آشکار نساخته‌است. به نظر می‌رسد او که از شاهزادگان قاجار بوده، و از واکنش زنان نسبت به مطالبی که در کتاب خود آورده، هراس داشته‌است. در بررسی‌ها جدیدتر، احتمال داده‌اند که شاهزاده خانلر میرزا احتشام‌الدوله، از پسران عباس‌میرزا نایب‌السلطنه، نویسندهٔ این رساله بوده‌باشد.

## محتویات
نویسنده تأدیب النسوان در این کتاب با هدف تربیت زنان، پند و اندرزهایی را مطرح می‌کند. برخی از آنان عبارتند از:
1. زن موجودی است که مانند کودک باید به وسیله مرد تربیت شود.
2. رستگاری زن در فرمانبرداری از شوهرش است.
3. زن نباید از شوهرش چیزی بخواهد، مگر اینکه شوهر خودش لطف کند.
4. وظیفه زن در خانه ایجاد شرایط آرامش برای شوهر است.
5. هدف زندگی مشترک رابطه جنسی مرد با زن است.
6. زن باید در تمام زندگی شرمنده و خجول باشد جز در رختخواب.
7. زن موقع غذا خوردن نباید حرف بزند و با ۳ انگشت غذا بخورد.
8. زن باید مانند انسان‌های بیمار بدون شتاب و آرام و کند راه برود و باسنش را نجنباند.[۲][۴]

## واکنش‌ها

### واکنش بی‌بی‌خانم استرآبادی
بی‌بی‌خانم استرآبادی در سال ۱۳۱۲ هجری قمری کتاب معایب الرجال را نوشت. وی در بخش نخست کتاب به مطالبی که شاهزاده قاجار در ده فصل تأدیب النسوان به آن‌ها پرداخته، پاسخ گفته‌است. بی‌بی‌خانم در این کتاب زنان را خواهران خود می‌خواند و خطاب به آنان چنین می‌نویسد:
خواهران گوش به پند و اندرزهای نویسندگان تأدیب النسوان و افرادی از این قبیل ندهید. این مربیان زنان که خود را نادره دوران می‌دانند بهتر است که به اصلاح صفات رذیله خود برآیند، آنان می‌دانند که این نصایح برای تأدیب ما نیست و برای اثبات ظالم بر مظلوم است، این مربیان نه تنها برای ما کاری انجام نداده‌اند که مملکت را هم به نیستی کشانده‌اند، ما که در حرم اندرون و کنج مطبخ بودیم، پس این همه فساد را اینان برپا کردند.
وی در جایی دیگر چنین می‌گوید: «[در] فصل اول مصنف گفته اگر مردی دست زن خود را بگیرد و بخواهد در آتش اندازد و آن ضعیفه باید مطیعه باشد ساکت و خاموش باشد ابا و امتناع ننماید. به‌به مولانا تو با این فهم و ذکا اگر کتابی نمی‌نوشتی چه می‌شد!»
بی‌بی‌خانم در پاسخ به آرام راه رفتن زن‌ها می‌گوید:
در راه رفتن زنان گفته که زن باید قدم‌ها را آهسته بردارد و سخن را نرم و ضعیف بگوید، مثل کسی که از ناخوشی برخاسته باشد. بلی، این زن از برای مردی خوب است که امیرکبیر باشد یا خونخوار و شریر، مردم آزار و نکته گیر و کارخانه همه مردانه و بیرون خانه و زن هم عقیم نه کارخانه و نه اولاد و نه شغل شبانه و روزانه، قطعاً مواظبت مرد نماید و مرد هم یا اهل عیش نباشد یا اگر هم باشد بیرون خانه عیش نماید. والا زن بیچاره مردم رعیت با این همه کارهای بسیار مشکل و دشوار باید طرف میل مرد هم باشد، چگونه می‌تواند این قسم رفتار و مواظبت کند؟ چون عبد ذلیل در خدمت رب جلیل.
بی‌بی‌خانم همچنین در ارتباط با سکوت زن هنگام غذا خوردن چنین پاسخ می‌دهد:
چنین گفته که باید زن در سرخوان و در زبر سفره نان دو زانو نشیند و سه انگشتی غذا بخورد و حرف نزند و صدا نکند و جواب کسی را نگوید؛ یعنی لال بازی در بیاورد. از روی مروت و انصاف بنگرید زمانی که با چندین طفل کوچک و بزرگ بر سر خوان و سفره نان این قسم رفتار عیان نمایند دیگر آن اطفال بر سر سفره ظرفی باقی می‌گذارند یا فرصت به کسی درغذاخوردن می‌دهند؟ اگر زن ساکت باشد، آن بچه گان کاسه خورش را در افشره می‌ریزند یا افشره را برسر پلو نثار می‌کنند، زن هیچ نگوید یا برود پیش، سر بگذارد در گوش بچه بگوید بابایت بقربانت، آرام بگیر و بنشین و حرف مزن. اطفال زندگانی را براو و مرد حرام و طعام را تمام می‌کنند، باید زن و مرد با بعضی اطفال خرد گرسنه بمانند و ظروف شکسته. بلی، اگر یک مرد با یک زن برسم فرنگ بروند در مهمانخانه شاید بتوانند به دستورالعمل او رفتار نمایند. اما فرنگ از قرار جغرافیای تاریخی و سیاحتنامه‌های امم مختلفه تمام زنهای نجیب تربیت شده عالم بچندین علم در سر میز با مردان اجنبی می‌نشینند، و وقت رقص دست مردان اجنبی را گرفته می‌رقصند. اما آداب اسلام دیگر است. زن‌های ایران تمام گرفتار خانه‌داری و خدمتگذاری می‌باشند، علی‌الخصوص زن‌های رعیت. مصنف سلیقه شخصی خود را دستورالعمل قرار داده، چنانچه گفته زن باید از شوهر دور بنشیند. این هم همان فرض خدمتکاریست که پیش خود خیال کرده سابقاً کمینه عرض نمود، والا الفت و محبت و عاشقی و معشوقی با این رسم و این قسم اختلاف کلیه دارد که به هیچ قسم تصور نمی‌توان نمود. خداوند هوش کرامت فرماید.

## وضعیت چاپ
کتاب تأدیب النسوان بین سال‌های ۱۳۰۰ تا ۱۳۰۳ ه‍.ق (۱۸۸۲ تا ۱۸۸۵ م) دو بار در ایران چاپ شد. این کتاب در سال ۱۸۸۹ به فرانسه و در سال ۱۹۲۷ به زبان انگلیسی ترجمه و چاپ شد.

## نسخه‌های خطی
چندین نسخه خطی از این کتاب موجود است. یک نسخه با عنوان «تأدیب النسوان» در تاریخ ۲ شعبان ۱۳۱۳ توسط آسیه دختر حسین حسینی نوشته شده و اکنون به شماره ۵۸۵ در کتابخانه و موزه ملی ملک در تهران نگهداری می‌شود. این نسخه مهر کتابخانه عفت‌السلطنه را بر خود دارد.
دو نسخه خطی نیز در کتابخانه مجلس موجود است. یک نسخه با عنوان «تأدیب النسوان» و با قطع رقعی که با شماره ۲۸۰۷ ثبت شده‌است. نسخه دیگر با عنوان «تأدیب النساء» و به شماره ۸۸۲۶ ثبت شده‌است.